# فردریک ستنمن
فردریک ستنمن (سوئدی: Fredrik Stenman؛ زادهٔ ۲ ژوئن ۱۹۸۳) یک بازیکن فوتبال اهل سوئد است.

## تیم ملی
وی همچنین در تیم ملی فوتبال سوئد بازی کرده است.